# 통과 의례

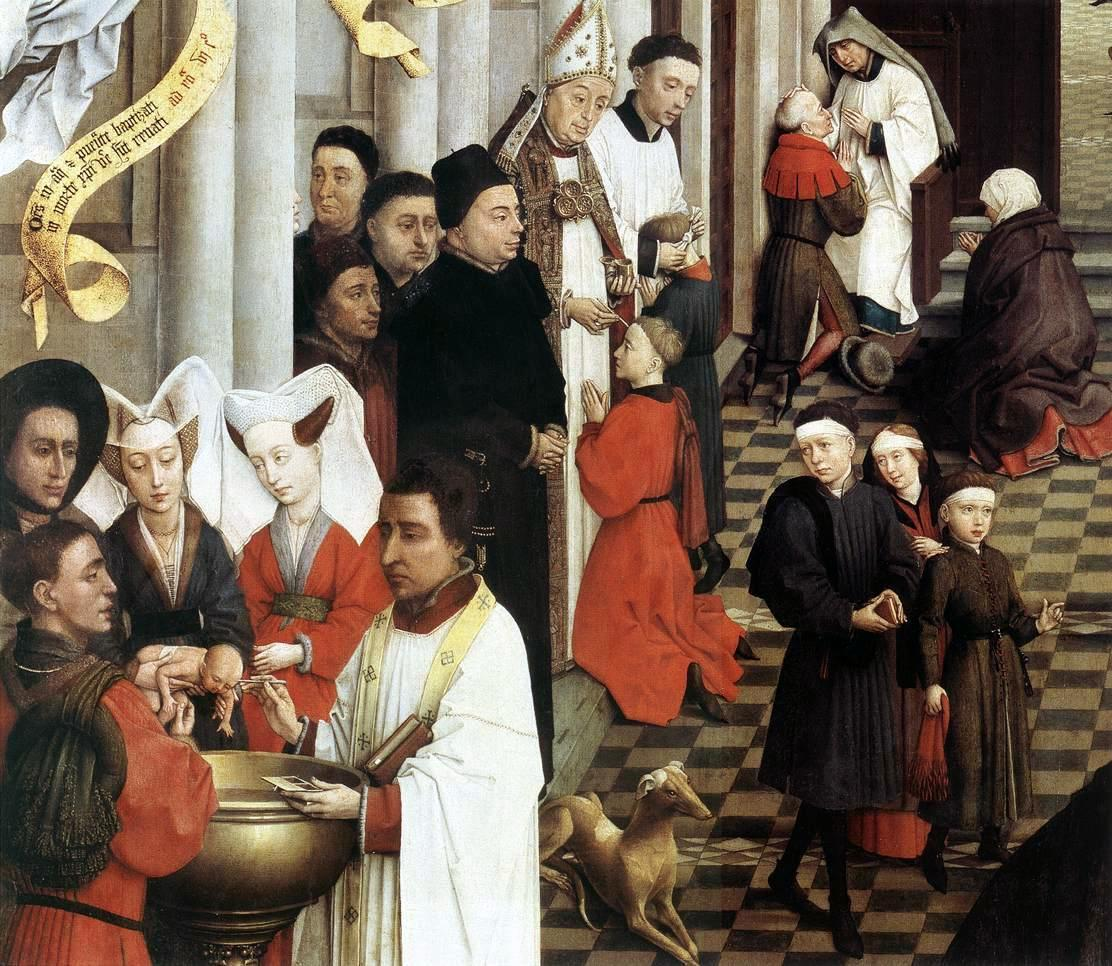

통과의례(通過儀禮, rite of passage)는 출생, 성인, 결혼, 죽음 등 인간이 성장하는 과정에서 차기 단계의 기간에 새로운 의미를 부여하는 의례이다. 한 개인이 한 집단을 떠나 다른 집단으로 들어갈 때 발생한다. 사회적 지위(status in society)의 중대한 변화가 발생한다. 문화인류학에서는 민족지학자 아르놀트 판 헤네프(Arnold van Gennep)이 자신의 저서 『Les rites de passage』에서 프랑스어로 통과의례를 뜻하는 'rite de passage'라는 단어를 고안한 것에서 시작되었다. 통과의례라는 용어는 현재 인류학은 물론 많은 언어의 문학이나 대중문화에서 널리 사용되고 있다.

## 원개념
판 헤네프의 저서 제1장 첫 문장은 다음과 같다.

"각 사회에는 그 안에 구역별로 분리된 집단들을 포함하고 있다. ... 게다가 이 모든 집단들은 하위집단으로서 더 작은 사회들로 나뉜다.(Each larger society contains within it several distinctly separate groupings. ... In addition, all these groups break down into still smaller societies in subgroups.)"
한 사회의 인구는 여러 집단들에 속하며, 일부는 다른 집단들보다 개인에게 더 중요하다. 판 헤네프는 '여러 방과 복도로 나뉜 집과 같은 것'으로 비유하였다. 개인이 한 집단에서 다른 집단으로 들어갈 때 통과가 발생한다. 판 헤네프의 비유로는 방을 바꾸는 것이다.
나아가 판 헤네프는 세속적 영역(the secular sphere)과 성스러운 영역(the sacred sphere)으로 구분한다. 문명들이 척도에 따라 배열되는 것이라고 가정할 때, 최하 단계는 가장 단순한 수준의 발달을 의미한다는 것을 내포하면, 판 헤네프는 "이런 사회에서의 사회집단들은 주술종교적(magico-religious) 기반들을 가진다"고 가설을 내세웠다. 현대 산업 사회에서 많은 집단들은 그 기원이 이전 시대에는 성스러운 영역에 속하였던 관습들을 행하고 있다. 이런 집단들 사이에서의 통과는 어느 특정한 의식이나 의례 곧 통과의례를 필요로 한다.
판 헤네프 저서의 나머지는 통과의례들을 설명하고 유형으로 분류하지만, 결국엔 이 모든 것을 담아내는 것에 실패하면서 "이는 단지 거대한 그림의 대강 그린 스케치에 불과하다"라고 한다. 판 헤네프는 두 가지 일반개념(universal)을 발견해 낸다. 남녀 간의 성별 구분, 세속적인 것(the profane)과 성스러운 것(the sacred) 간의 주술종교적 구분이 그것이다. 판 헤네프는 의례 유형을 최초로 규정하였다고 인정받기를 거절한다. 그는 개인들이 단계상 정상적으로 맞닥뜨리는 임신, 출산, 입문, 약혼, 결혼, 장례 등과 같은 집단이나 의례에 집중한다. 이외에도 그는 영역적 통과(territorial passage)와 같이 문화적으로 다른 영역으로 경계를 넘어가 낯선 문화에 처하는 것을 언급하기도 한다.

## 단계
판 헤네프에 의하면, 통과의례는 분리(separation), 리미널리티 혹은 경계성(liminality, 경계에 놓여있는 상태), 병합(incorporation) 세 단계로 구성된다. "나는 이전 세계로부터의 분리되는 의례를 '예비의례(preliminal rites)라고 부르길 제안한다. 이러한 의례들은 전환 단계인 '임계의례(liminal rites)' 혹은 '문턱의례(threshold rites)' 동안 행해진다. 그리고 새로운 세계로 병합하는 의식인 '식후의례(postliminal rites)'라고 부르고자 한다."
1단계에서, 사람들은 현재 상태로부터 멀어져서 한 공간이나 상태에서 다른 것으로 옮기려는 준비를 한다. "(분리의) 첫단계는 개인이나 집단이 ... 사회구조 내에서 이전에 고정되어 있던 지점으로부터의 격리(detachment)를 보여주는 상징적인 행동으로 구성된다." 이 단계에서는 이전의 자기로부터의 거리두기나 잘라내기(cutting away)가 있다. 이는 상징적인 행동과 의례로 드러난다. 예를 들어, 입대 전 머리를 자르는 것은 민간인으로서의 자기를 잘라내기 위한 것이다.
2단계인 전환 단계(transition phase) 혹은 경계 단계(liminal phase)는 단계 사이에 존재하는 기간으로 이때는 한 공간이나 상태를 벗어났지만 다음 공간이나 상태로는 아직 들어가지 않았다. 경계성(liminality) 혹은 경계적 페르소나(liminal persona)(문턱에 서 있는 사람threshold people)는 모호한 상태일 수 밖에 없다.
3단계인 집합 단계(reaggregation phase) 혹은 병합 단계(incorporation phase)에서, 통과는 의례적 주제에 의하여 완성된다. 의례를 마치고 새로운 정체성을 받아들인 후, 새로운 상태로 사회에 재진입한다. 재병합(Re-incorporation)은 의식과 의례, 새로운 연결을 드러내는 외형적 상징들을 특징으로 한다. 따라서 병합 의례에는 '성스러운 끈(sacred bond)', '성스러운 줄(sacred cord)', 매듭을 흔히 사용하거나, 기타 띠, 고리, 팔찌, 왕관과 같은 것들을 사용한다.

## 심리적 효과
연구소 실험에서, 혹독한 입문 과정을 경험한 경우, 인지 부조화(cognitive dissonance)를 야기한다는 것을 보여줬다. 이러한 부조화는 자신의 노력을 내적 정당화(internal justification)하는 것에서 발생하여, 혹독한 입문을 거친 후, 입문자들 사이에 집단 흡입(group attraction)을 고양한다고 본다. 입문 시기의 보상(reward)은 중요한 영향력을 발휘하는데, 더 많은 보상을 받았다고 느낀 입문자가 집단 정체성을 더 강하게 표현한다. 또한 입문은 신입 회원에게 순응(conformity)을 야기하기도 한다. 심리학 실험에서는 입문이 소속감(feeling of affiliation)을 높인다는 것도 제시하였다.

## 문화
아프리카 공동체에서, 입문의례(Initiation rites)는 인간의 성장과 발달뿐 아니라 사회화의 기반이기도 하다. 이런 의례들은 완연한 집단 구성원으로 전환하는 것을 의례를 통하여 형상하는 기능을 한다. 또한 그것은 개인을 공동체에 연결하고 공동체는 한층 폭넓고 영적인 세계로 연결한다. 사람에게 팔다리가 있는 것이 타고나면서부터 자연스러운 것이자 필요한 것처럼, 한 공동체에 있어 입문의례는 자연스럽고 필요한 부분이다. 의례는 개인과 공동체 발달과 연결된다. 마누 암핌(Dr. Manu Ampim)은 탄생의례(rite to birth), 성년의례(rite to adulthood), 혼인의례(rite to marriage), 노년의례(rite to eldership), 선조의례(rite to ancestorship)라는 다섯 단계로 설명한다.

## 유형과 예시
통과의례는 다양하며 많은 문화에서 발견된다. 서구권의 의례 대부분은 통과의례처럼 보이지만, 중요한 구조적 기능적 요소의 일부가 상실되었다. 그러나 미국 내 인디언 원주민과 아프리카계 공동체에서는, 'Man Up Global'과 같은 공동체 기반 조직에 의하여 전통적 통과의례가 시행되고 있다. 상실된 부분은 사회적 인정(societal recognition)과 재병합 단계(reincorporation phase)이다. Outward Bound와 같은 모험교육(adventure education)은 통과의례가 될 가능성이 있는 프로그램으로 인정되었다.  파멜라 쿠싱(Pamela Cushing)은 캐나다 아웃워드 바운드 스쿨(Canadian Outward Bound School)에서의 통과의례가 청소년에게 끼치는 영향을 연구하였고, 재병합 단계가 상실되면서 통과의례의 영향력은 약화되었다는 것을 보여주었다. 벨(Bell)은 2003년 연구에서 상실된 3단계를 증명하였고, 오늘날 통과의례의 어드벤처 모델은 야외모험프로그램에서 사용된 통과의례의 현대적이지만 보다 약화된 버전으로 설명하였다.

### 성년식
여러 부족사회나 발달된 사회에서는, 일반적으로 성별에 따라 구분되는 연령 계급(age grade)으로의 진입은 입문 의례를 통하여 형상화되며, 이는 길고 복잡한 준비과정을 통하여 완성되지만 때론 후퇴하기도 한다.
- 유대교의 바르와 바트 미츠바(Bar and Bat Mitzvah)
- 브리칭(Breeching) (남자아이) : 남자 영아에게 남자아이의 옷을 입히는 의식
- 유니터리언 보편주의 성년식(Coming of Age in Unitarian Universalism)
- 배변훈련(toilet training) 완수
- 데뷔탕트(Débutante ball)
- 고대 그리스의 도키마시아(Dokimasia)
- 초경(First menstruation, menarche)
  - 사춘기 소녀의 은둔(Seclusion of girls at puberty)
  - 인도의 세바푸네루(Sevapuneru) 혹은 울금 의례(Gaye holud 혹은 turmeric ceremony)
- 졸업
- 서아프리카의 오쿠이(Okuyi)
- 라틴아메리카의 킨세아녜라(Quinceañera)
- 은퇴
- 노르웨이의 루세페이링(Russefeiring)
- 신체난자(Scarification) 기타 신체 인내 훈련
- 견진성사(confirmation)와 같은 종교의례에 비견되는 통과의례를 원하는 비교도들을 위한 세속화된 성년 의례(Secular coming of age ceremonies)
- 미얀마의 신뷰(Shinbyu)
- 북미의 여아 16세 생일(Sweet sixteen)
- 결혼
- 민정시찰(Walkabout)

## 같이 보기
- 결혼식
- 돌잔치
- 리미널리티
- 성인식